# SuperChatons
Production
Diffusion
SuperChatons (SuperKitties) est une série télévisée animée par ordinateur américano-canadienne créée par Paula Rosenthal, produite par Sony Pictures Television Kids (en) et diffusée depuis le 11 janvier 2023 sur Disney Jr..
Avant la fin de la première saison, la série a été renouvelée pour une deuxième saison en janvier 2023.
En France, la série est également diffusée sur Disney Junior, jusqu'à la disparition de la chaîne, et à la demande sur Disney+.

## Synopsis
Dans la ville fictive de Feliville, Ginny, Sparks, Buddy et Bitsy résident à Animatou, une aire de jeux intérieur où les enfants peuvent jouer et câliner des chats. Lorsque des problèmes surviennent dans la ville, les colliers des chats clignotent et sonnent avec les mots "Petit Chat, Petit Chat" car ils sont appelés à l'action par quiconque les contacte. Les chats entrent dans leur quartier général souterrain appelé Grotte Super Chaton et se transforment en SuperChatons, qui possèdent des capacités spéciales et un accès à des outils qu'ils peuvent utiliser pour aider les citoyens. Ils utilisent ces outils pour résoudre des problèmes tout en faisant preuve de gentillesse envers tout le monde, y compris les méchants à l'origine des problèmes.

## Personnages

### SuperChatons
- Ginny (VO : Emma Berman ; VF : Lévanah Solomon) est le chef des SuperChatons. Elle a des griffes qui lui permettent de grimper et de pousser des objets.
- Sparks (VO : Cruz Flateau ; VF : Sacha Tomassian) est le plus intelligent des SuperChatons. Il utilise ses appareils de haute technologie de son kit SuperChaton pour aider  et se connecter avec les citoyens. Le kit SuperChaton de Sparks peut produire n'importe quel gadget ou se transformer en n'importe quel mode de transport, y compris le Robot SuperChaton.Il est le frère de Buddy.
- Buddy (VO : Jecobi Swain ; VF : Aloïs Le Labourier Tiêu) est le plus grand frère des SuperChatons avec Sparks. Il possède une super-force et a la capacité d'effectuer un "blitz boule de poil" qui lui permet de rouler dans des objets. Il est le frère de Sparks.
- Bitsy (VO : Pyper Braun ; VF : Pia Gimenez Bonfils) est la plus petite des SuperChatons qui peut exploiter la super vitesse avec ses "Bitsy Bottes". Le plus récent membre de l'équipe, elle enregistre ses leçons de l'affaire dans des vlogs sur sa tablette, concluant avec le commentaire "Et je prends ça à cœur!" suivi d'un clin d'oeil. Bitsy dira souvent "Oopsie-kitty!" après avoir commis des erreurs, même lorsque les SuperChatons assument leurs apparences de super-héros.

### Récurrents
- Amara (VO : Carly Hughes (en) ; VF : Melissa Berard) est la propriétaire de l'aire de jeux intérieure où résident les SuperChatons.
- Sam et Eddie (VO : Dee Bradley Baker ; VF : Xavier Fagnon et Antoine Schoumsky) sont deux pigeons qui font partie des appelants des SuperChatons.
- Captain FluffNStuff (VO : Jan Johns) est un chien moelleux qui fait partie des appelants des SuperChatons.
- Magda (VO : Kari Wahlgren) est le chien de garde du musée Kittydale. Elle a un neveu nommé Rockland.
- Peanut (VO : Gracen Newton) est un chiot dalmatien , appartenant à une petite fille nommée Nadia, qui fait partie des appelants des SuperChatons.
- Pickles (VO : Simon Webster) est un petit chaton qui adore les SuperChatons et espère être comme eux.
- Les Écureuils chantant (VO : Dee Bradley Baker, Justin Guarini et James Monroe Iglehart (en)) sont un trio d'écureuils qui forment un groupe de chanteurs.
- Le chef Marci (VO : Jennie Kwan (en)) est un cuisinier qui prépare de la nourriture pour animaux de compagnie sur un stand extérieur. Elle a un chat de compagnie nommé Biscuit.

### Méchants
- Chat Pardeur (VO : Justin Guarini ; VF : Maxime Baudoin) est un chat tigré gris qui aime voler des objets. Il est également pianiste comme on le voit dans "Problème de piano". Il a une grand-mère nommée Catarina qui partage sa passion pour les objets.
- Rastucieuse (VO : Ruth Pferdehirt ; VF : Kaycie Chase) est une ratte scientifique qui peut créer des appareils de haute technologie pour servir ses propres fins qui impliquent parfois l'obtention de fromage.
  - Otto (voix chantée de Jeremy Jordan) est une pieuvre violette muette qui vit sur terre. Il est l'assistant et le meilleur ami de Rastucieuse.
- M. Petites Pattes (VO : James Monroe Iglehart (en) ; VF : Frantz Confiac) est un petit chien avec un accent danois qui est souvent vu sur une poussette motorisée pour animaux de compagnie. Il possède un canard en caoutchouc nommé Quacksley avec qui il parle souvent.
- Zsa Zsa (VO : Isabella Crovetti (en) ; VF : Mélissa Berard) est un cacatoès à huppe sulfureuse qui aime chanter et danser. Elle a un faible pour les animaux mignons.
  - Brigade de Zsa Zsa (effets vocaux de Dee Bradley Baker) sont les hommes de main perruche de Zsa Zsa.